# Polioptila lembeyei
Lo zanzariere cubano (Polioptila lembeyei (Gundlach, 1858)) è una specie di uccello della famiglia Polioptilidae, endemico di Cuba. Il suo habitat naturale sono le lande tropicali o subtropicali.